# Yank (magazine)
Cet article concerne le magazine des armées américaines. Pour les homonymies, voir Yank (homonymie).
Yank, the Army Weekly était un magazine hebdomadaire publié par les Forces armées des États-Unis durant la Seconde Guerre mondiale. Créé et édité par le Major Hartzell Spence (en) (1908-2001), le magazine était écrit uniquement par des militaires du rang et destiné aux soldats, marins et aviateurs servant en dehors des États-Unis. Yank fut le magazine le plus lu de l'histoire de l'armée américaine, atteignant une diffusion mondiale de plus de 2,6 millions d'exemplaires. Chaque numéro était édité à New York puis envoyé à 21 équipes qui ajoutaient les articles locaux. Le dernier numéro fut publié en décembre 1945.
Un des plus populaires effets bénéfiques sur le moral des troupes était la pin-up, généralement vêtue d'un maillot de bain et adoptant des positions aguichantes. De nombreuses pin-ups invitées furent des stars de cinéma ou de théâtre à l'instar de Marilyn Monroe.

## Pin-ups

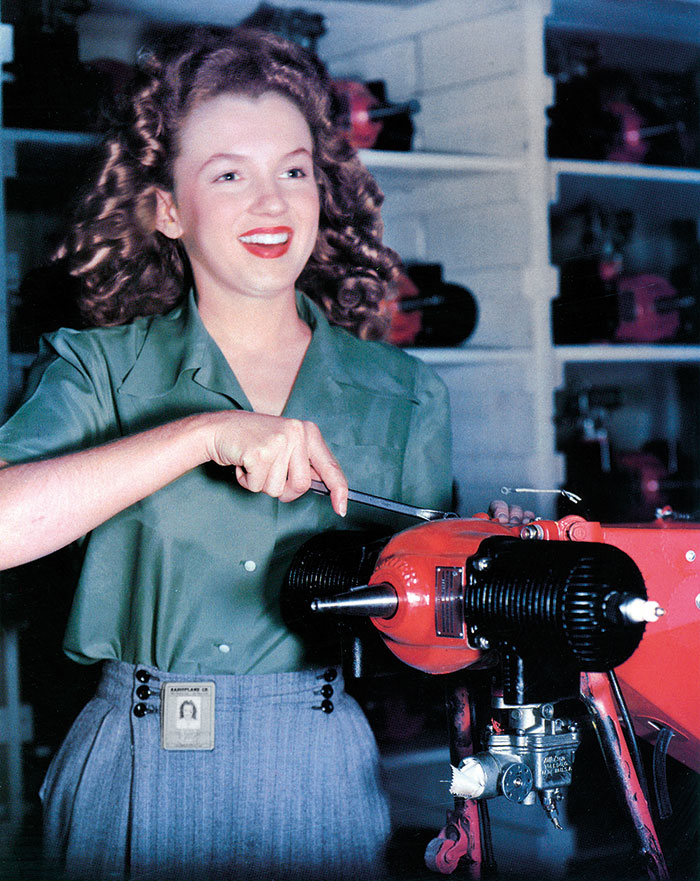
Marilyn Monroe

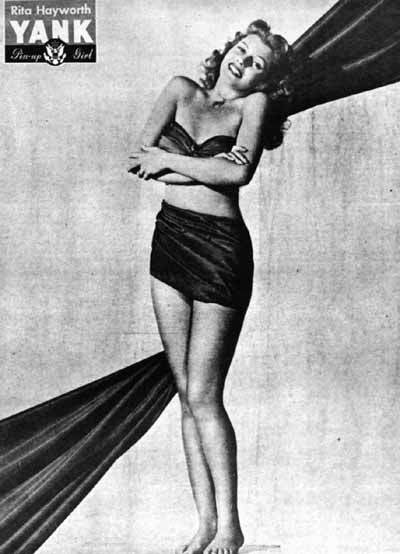
Rita Hayworth

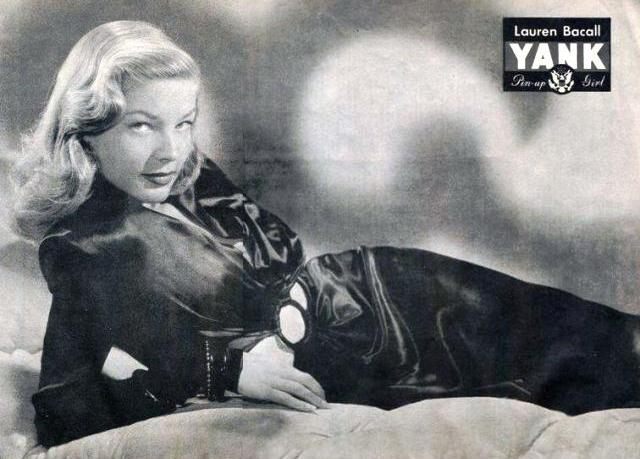
Lauren Bacall

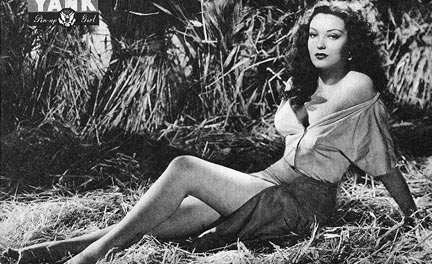
Linda Darnell

- Dusty Anderson
- Gloria Anderson
- Burnu Acquanetta
- Lauren Bacall
- Lucille Ball
- Lynn Bari
- Anne Baxter
- Ingrid Bergman
- Vivian Blaine
- Marguerite Chapman
- Ann Corio
- Jeanne Crain
- Linda Darnell
- Yvonne De Carlo
- Gloria DeHaven
- Deanna Durbin
- Carole Gallagher (en)
- Judy Garland
- Ava Gardner
- Frances Gifford
- Betty Grable
- Anne Gwynne
- Susan Hayward
- Rita Hayworth
- Martha Holliday
- Candy Jones
- Elyse Knox
- Hedy Lamarr
- Dorothy Lamour
- Carole Landis
- Virginia Mayo
- Marie McDonald
- Dorothy Malone
- Ann Miller
- Marilyn Monroe
- Jane Nigh
- Frances Rafferty
- Ella Raines
- Jane Randolph
- Donna Reed
- Elaine Riley
- Jane Russell
- Ann Savage
- Lizabeth Scott
- Toni Seven (en)
- Hilda Simms (en)
- Alexis Smith
- K. T. Stevens
- Gale Storm
- Gene Tierney
- Lana Turner
- Wilde Twins (en)
- Frances Vorne
- Chili Williams
- Esther Williams
- Virginia Kavanagh